# Jean-Philippe Zwahlen
Jean-Philippe Zwahlen, né le 16 décembre 1960 à Yverdon-les-Bains, est un guitariste, réalisateur et compositeur vaudois.

## Biographie
Après une première formation technique, il s'inscrit à la section jazz du Conservatoire de Montreux, qu'il fréquente de 1983 à 1986. En 1987, il entre à l'AMR (Association pour l'encouragement de la musique improvisée) à Genève, où il participe à plusieurs stages et ateliers. Il complète sa formation en participant aux ateliers de l'IRCAM (Institut de recherche et coordination acoustique/musique) de Paris, en 2002.
Jean-Philippe Zwahlen se consacre exclusivement à la musique dès sa sortie du Conservatoire, et enchaîne les prestations scéniques. Membre de l'Association Eustache.
Également intéressé par les liens entre son et image, il travaille notamment avec le réalisateur Stéphane Goël, pour lequel il compose la musique originale de six films.

## Compositions pour films et théâtre
- 1990 : La République de l'Utopie, réalisation par Stéphane Goël.
- 1991 : Peter Pan, mise en scène de J.-Cl. Issenmann & Gérard Demierre.
- 1992 : À l'Ouest du Pecos, réalisation par Stéphane Goël.
- 1993 : The Gorge, reportage produit par la BBC.
- 1994 : L'Enfant s'appelait Apache, réalisation par Stéphane Goël.
- 1997 : L'Or de la réserve, réalisation par Stéphane Goël.
- Rétrospective 91, Panorama 96, Panorama 98 pour le CICR.
- 2005 : Sur les traces des Pharaons Noirs, documentaire de Stéphane Goel Arte/TSR.
- 2008 : Poèmes du gaucher: collected words of Billy the kid, d'après Michael Ondaatje, mise en scène par Liliane Hodel.
- 2010/2011 : Lignes de faille de Nancy Houston par la compagnie Switch, Grange de Dorigny et Théâtre de Vidy / Lausanne.
- 2011/2012 : Le lanceur de dé de Mahmoud Darwich par la compagnie Mezza-Luna.
- 2015/2016 : Fragments du Paradis de Stéphane Goël, festival de Locarno 2015, sortie en salle janvier 2016

## Discographie
- 1980 : Zaneth : Ma même vie différente
- 1989 : Sarclo : Les mots, c'est beau
- 1992 : Palomar : Palomar
- 1993 : L’État des Sons : N.Y. Suite
- 1993 : Schaffhauser Jazz festival : Live CH Jazz AID
- 1993 : Maurice Magnoni : 4e Lumière
- 1994 : ZEM : La Consuma
- 1994 : Raphaël Pitteloud : Caminho Verde
- 1997 : Pierre-Luc Vallet : Hammond Organ trio
- 1997 : François Nicod : Un parcours
- 1998 : Podjama : Po-djama
- 1998 : Pascal Auberson/BBL Big bang, Live in Montreux
- 1998 : Road Movie featuring Gerry Hemingway, Live in Francfort
- 2000 : Podjama & Les Gnawa de Marrakech 2000
- 2001 : Podjama & Les Gnawa de Marrakech, live aux Notes d’équinoxe 2001
- 2006 : Les Palabres Bleues
- 2007 : Pierre-Luc Vallet : Trio+quartet
- 2008 : Sacré Constantin, triple CD, musique de BZZ
- 2009 : La compagnie Djinn Djow : Siniyana Kono
- 2012 : La compagnie Djinn Djow : Kala Jula
- 2013 : Mangroove : August Cherries
- 2013 : L'Orchestre Inutile, musique originale sur le film de Jean Choux La vocation d'André Carel, DVD / Cinémathèque Suisse
- 2014 : Jimenez-Zwahlen : 4e Axium, Unit Records